# Echtzeitkinematik
Echtzeitkinematik (englisch Real-Time Kinematic positioning, RTK) beschreibt Verfahren zur sofortigen Verbesserung der Präzision von Positionskoordinaten der Satellitennavigation durch Auswertung mehrerer Frequenzen sowie Vergleich mit bekanntem Ort. 
Die Genauigkeit von globalen satellitengestützten Navigationssystemen (GNSS) wie Navstar GPS, GLONASS, Beidou oder Galileo liegt bei normaler Nutzung mit kleinen Handgeräten bei mehreren Metern, bedingt durch sich verändernde Einflüsse in der Erdatmosphäre. Mittels aufgezeichneter Schwankungen eines ortsfesten Empfängers kann jedermann die Fehler bei der Aufzeichnung etwa einer Radtour herausrechnen, wenn kein Funkkontakt besteht allerdings erst nachträglich. Mit Verbreitung eines Korrektursignals über Funk wird dies schon länger gemacht. Als Differential Global Positioning System (DGPS) über zusätzliche Signale aus geostationären Satelliten ist dies kontinental flächendeckend und daher nicht ortsgenau. Über DGPS-Funksender wie etwa bei Stralsund und Landesdienste werden lokalspezifische Berichtigungen angeboten. Mit mehr Geräteaufwand und größeren Antennen zur Auswertung mehrerer GPS-Frequenzen (Zweifrequenz-Empfänger) konnte in der Geodäsie beim Aufmessen oder Abstecken von Punkten vor Ort schon länger eine höhere Genauigkeit erreicht werden, teils wenige Zentimeter. Moderne Systeme kombinieren beide Methoden in kompakter Form, etwa in der Landwirtschaft, oder auch für präzise Rasenmähroboter.

## Positionsgenauigkeit
Es können Genauigkeiten von 1 bis 2 cm in der Horizontalen erreicht werden. Die Koordinaten der Punkte werden nach der Initialisierung in Echtzeit berechnet. Die präzisen Positionen werden wie beim Differential Global Positioning System (DGPS) relativ zu Referenzstationen mit feststehenden Koordinaten bestimmt. DGPS-Verfahren erreichen eine Ortsauflösung im Meter- oder Submeterbereich. RTK ist um jenen Faktor genauer, den die Trägerfrequenz höher ist als die Chiprate. Die Phasenmessung ist auf etwa 1 mm genau, aber mehrdeutig um das Vielfache einer Wellenlänge, die bei der L1-Frequenz etwa 20 cm beträgt.

## Funktionsweise

Konzept der Korrektur in Echtzeit: ein ortsfester GPS-Empfänger bestimmt die momentane Abweichung und sendet korrigierende Daten an Läufer in der Umgebung

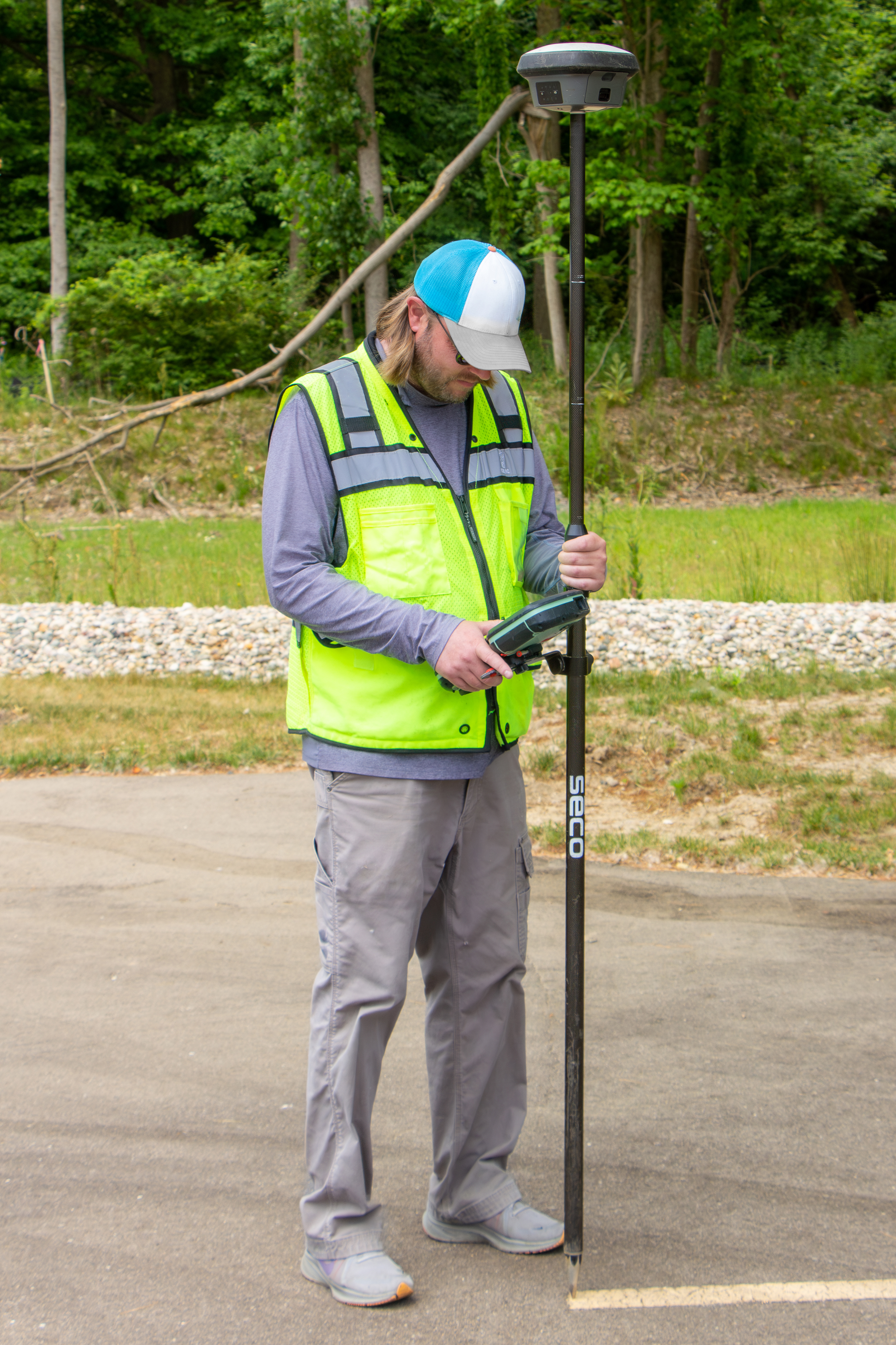
Läufer (rover) mit großer Antenne

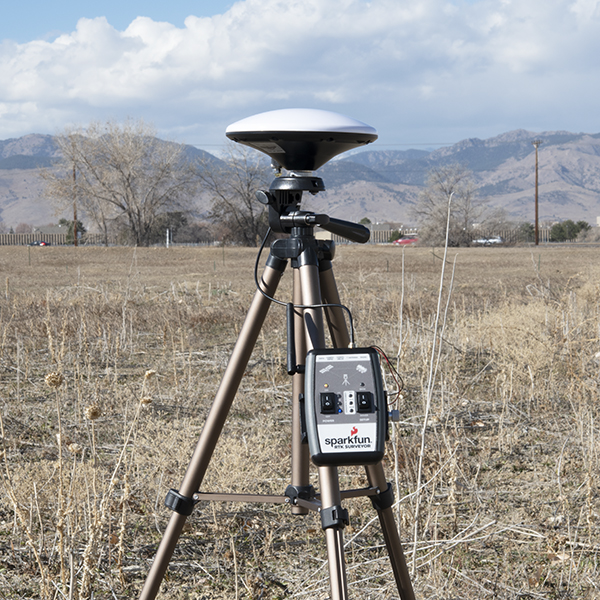
Ortsfestes RTK-Gerät auf Fotostativ

Das Verfahren arbeitet mit simultanem Empfang von GNSS-Satellitensignalen mit geodätischen Empfängern.
Voraussetzung ist ein ungestörter Empfang der Signale von mindestens fünf GNSS-Satelliten.
Für einen einfachen RTK-Aufbau werden zwei GNSS-Empfänger benötigt:
- Der erste ist die Basis (Standort) als Referenzstation mit einer bekannten Koordinate. Aus der festen Position wird die momentane Abweichung der Satellitendaten ermittelt und laufend Korrekturdaten übertragen
- Der zweite ist der Rover (Läufer), der seine Position mithilfe der Korrekturdaten durch dreidimensionales polares Anhängen an die Referenzstation nach dem Basislinienverfahren selbst bestimmt.

Die maximale Entfernung des Empfängers (Rovers) von der Referenzstation beträgt bei temporären Referenzstationen unter günstigen Bedingungen bis zu 10 km. Bei permanenten Referenzstationen ist über 20 km Entfernung kein RTK mehr möglich. 
Durch Verrechnung von 50 bis 100 km voneinander entfernten Referenzstationen können beliebig viele virtuelle Referenzstation (VRS) simuliert werden. Dieses Netz-RTK-Verfahren macht ein flächendeckendes Angebot von Korrekturdaten wirtschaftlich. In Deutschland werden RTK-Korrekturdaten von privaten Unternehmen und von den Vermessungsverwaltungen der Bundesländer angeboten (Axio-Net, Satellitenpositionierungsdienst der deutschen Landesvermessung (SAPOS)).
Die Übertragung der Korrekturdaten an den Rover erfolgt bei temporären Stationen meist per Funk. Aus dem Netz-RTK wird meistens über Internet (Protokoll: Ntrip) verteilt. Nur noch vereinzelt erfolgt die Verteilung über GSM-Mobiltelefon.

## Korrekturkonzepte
Beim Netz-RTK muss nach der Datensammlung von den permanenten Referenzstationen der erste Rechenschritt der Mehrdeutigkeitslösung in der Zentrale ablaufen. Die zwei aufbauenden Rechenschritte Korrekturmodellberechnung und VRS-Berechnung können auch im Rover erfolgen. Möglich sind daher drei verschiedene Korrekturdaten-Formate:
- Das Master-Auxiliary-Konzept (MAC) löst nur die Mehrdeutigkeiten in der Zentrale und übermittelt ein Maximum an Korrekturinformationen ins Netz.
- Auch beim Flächenkorrekturparameter-Konzept (FKP) brauchen an die Nutzer im Messgebiet lediglich die Parameter der Korrekturmodell übermittelt werden. Theoretisch kann der Nutzer seine Bezugs-Referenzstation selbst wählen. Praktisch erfolgt jedoch auch hier eine Angabe der Näherungsposition.
- Das Virtuelle-Referenzstation-Konzept wird überwiegend benutzt, weil hier die Korrekturdatenrate und die Rover-Rechenlast am niedrigsten sind. Hierzu muss der individuelle Rover seine Näherungskoordinaten an die Vernetzungszentrale senden, wo die Dreiecksvermaschung berechnet und dann Korrekturdaten für diese Näherungsposition zurück an den Rover übermittelt werden.

## RTK-Korrekturübertragungsprotokolle
NTRIP ist ein Übertragungsprotokoll für Internetverbindungen. 